# TuS Sulingen
Der TuS Sulingen (vollständiger Name: Turn- und Sportverein Sulingen 1880 e.V) ist ein Sportverein aus Sulingen im niedersächsischen Landkreis Diepholz. Die erste Fußballmannschaft des TuS Sulingen spielte in der Saison 2017/18 in der Oberliga Niedersachsen.

## Fußball
2013 stieg die erste Fußballmannschaft des TuS Sulingen von der Bezirksliga Hannover in die Landesliga Hannover auf. Im Jahre 2017 erfolgte  als Meister der Landesliga Hannover der Aufstieg in die fünftklassige Oberliga Niedersachsen. Außerdem konnte sich der Verein schon für den Niedersachsenpokal des NFV qualifizieren. Im Niedersachsenpokal 2013/14 konnte er sich für das Achtelfinale  qualifizieren und schied gegen den TB Uphusen aus. Im Niedersachsenpokal 2016/17 ereilte ihn das gleiche Schicksal nach einem Sieg gegen Lupo Martini Wolfsburg in der Qualifikationsrunde ebenfalls im Achtelfinale gegen den TSV Havelse. Auch am Niedersachsenpokal 2017/18 wird der Verein teilnehmen. Nach nur einem Jahr in der Oberliga stiegen die Sulinger als Drittletzter wieder in die Landesliga ab.

## Handball
Die Handballabteilung gehört mit 16 gemeldeten Mannschaften zu den größten in Niedersachsen. Der Verein legte bis zum Sommer 2017 ein Beachhandball-Feld an. Die erste Handball-Mannschaft stieg 2017 als Vizemeister der sechstklassigen Landesliga Bremen in die fünftklassige Verbandsliga Nordsee auf.

## Weitere Sportarten
Neben Fußball und Handball bietet der TuS Sulingen noch Aikidō, Badminton, Gesundheitssport, Judo, Karate, Leichtathletik, Schwimmen, Tischtennis, Turnen und Volleyball an.

## Persönlichkeiten
- Lena Dahms
- Ramien Safi
- Liesel Westermann (Leichtathletin)